# 柏林沟镇
柏林沟镇，是中华人民共和国四川省广元市昭化区下辖的一个乡镇级行政单位。2019年12月，撤销文村乡，将原文村乡文村社区、银峰村、助国村、双龙村、党阳村和原石井铺镇长岭村、八庙村所属行政区域划归柏林沟镇管辖。

## 行政区划
柏林沟镇下辖以下地区：
柏林沟镇社区、岚黎村、向阳村、帽盒山村、冯家坪村、白马村、明安村和马蹄滩村。

## 中国传统村落
2013年8月，向阳村被评为第二批中国传统村落。